# Liste der Kardinalskreierungen Benedikts VIII.
Papst Benedikt VIII. (1012–1024) kreierte in seinem zwölfjährigen Pontifikat insgesamt 21 Kardinäle.

## 1012
- Benedetto de Potio, Kardinalbischof von Porto, † um 1030
- Azzo, Kardinalbischof von Ostia, † vor Dezember 1021
- Theobaldus, Kardinalbischof von Albano, † 1044
- Johannes Gratianus, Kardinalpriester (Titelkirche unbekannt), Erzpriester von S. Giovanni a Porta Latina, schließlich (1045) Papst Gregor VI., † 1047/48[2]
- Petrus, Kardinalpriester von S. Sisto, † um 1037
- Johannes, Kardinalpriester von S. Marcello, † vor 1033
- Crescenzio, Kardinalpriester von S. Stefano al Monte Celio, Teilnehmer der Lateransynode vom 3. Januar 1015, † nach 3. Januar 1015[3]
- Benedikt, Kardinaldiakon einer unbekannten Titeldiakonie
- Crescenzio, Kardinaldiakon (vor Dezember 1012), Teilnehmer der Lateransynode vom 3. Januar 1015, † nach 3. Januar 1015[4]
- Johannes, Kardinaldiakon, † nach September 1025
- Crescenzio, Kardinaldiakon, Teilnehmer der Lateransynode vom 3. Januar 1015, † nach 3. Januar 1015[5]
- Pietro, Kardinaldiakon, später Kanzler der Heiligen Römischen Kirche, † Oktober 1050[6]

## 1014
- Boso, Bischof von Tivoli, † 1. April 1029

## 1015
- Raniero, Kardinalbischof von Sabina, † 1044
- Lothar von Segni (der Ältere), Kardinaldiakon, Cousin von Papst Benedikt VIII.

## 1020
- Benedikt, Kardinalbischof von Labico, † nach Dezember 1024

## 1021
- Pietro, Kardinalbischof von Ostia, † um 1037
- Roberto, Kardinalpriester von S. Clemente, † um 1029

## 1023
- Gregor, Kardinalbischof von Silva Candida, † 1025

## Unbekanntes Datum
- Romanus von Tusculum, Kardinaldiakon, Bruder Benedikts VIII., dann (1024) Papst Johannes XIX., † 20. Oktober 1032[7]
- Theophylakt III. von Tusculum, Kardinaldiakon, Neffe Benedikts VIII., später (1. Amtszeit 1032–1044, 2. Amtszeit 1045, 3. Amtszeit 1047–1048) Papst Benedikt IX., † 1055/56